# امیتا
امیتا (انگلیسی: Ameeta) (نام در بدو تولد، قمر سلطان) بازیگر هندی است. او در فیلمهای بالیوود همچون هیچ‌کسی رو مثل تو ندیدم، معشوقه ام (۱۹۶۲) و آوای شهنائی نقش آفرینی کرد.

## جوایز
امیتا به خاطر نقش آفرینی در فیلم معشوقه ام، نامزد دریافت جایزه بهترین بازیگر نقش مکمل زن در جوایز فیلم‌فیر شد، ولی در رقابت با شاشیکالا به خاطر نقش آفرینی در فیلم گمراه (۱۹۶۳) مغلوب شد.

## فیلم‌شناسی
| سال                  | نام فیلم                | نقش      | نکات     |
| دههٔ ۱۹۵۰             | دههٔ ۱۹۵۰                | دههٔ ۱۹۵۰ | دههٔ ۱۹۵۰ |
| -------------------- | ----------------------- | -------- | -------- |
| ۱۹۵۴                 | شری چایتانیا ماهاپرابهو |          |          |
| ۱۹۵۶                 | آب حیات                 |          |          |
| ۱۹۵۶                 | شیرین و فرهاد           | شاما     |          |
| ۱۹۵۷                 | هیچ‌کسی رو مثل تو ندیدم  | مینا     | [ ۲ ]    |
| ۱۹۵۹                 | آوای شهنائی             | گوپی     |          |
| دههٔ ۱۹۶۰ تا دههٔ ۱۹۸۰ |                         |          |          |
| ۱۹۶۳                 | معشوقه ام               | نسیم آرا |          |
| ۱۹۶۶                 | پناه                    |          |          |
| ۱۹۶۷                 | سراسر جهان              |          |          |

## پبوند بیرونی
- امیتا در بانک اطلاعات اینترنتی فیلم‌ها (IMDb)